# Riverton, Utah
Riverton, Utah là một thành phố thuộc quận Salt Lake trong bang Utah, Hoa Kỳ. Thành phố có tổng diện tích 12,6 dặm vuông Anh (33 km2). Theo điều tra dân số Hoa Kỳ năm 2010, thành phố có dân số 38.753 người.
Riverton là một phần của Vùng thống kê đô thị thành phố Salt Lake, Utah. Riverton là một trong những thành phố phát triển nhanh nhất ở bang Utah, và được xếp hạng do Tạp chí Money CNN bầu chọn là nơi sinh sống tốt thứ 60 ở Hoa Kỳ vào năm 2005.
Riverton có đường biên giới thành phố với South Jordan về phía bắc, Draper phía đông, Bluffdale phía nam, và Herriman về phía tây. Thành phố này nằm ở góc Tây Nam của thung lũng Salt Lake khoảng hai mươi dặm (32 km) về phía nam và một chút về phía tây của thành phố Salt Lake. Riverton thành phố có giáng thủy trung bình 15,76 inch (400 mm) mỗi năm. Tuyết có thể được nhìn thấy trong mùa đông, trong khi trong nhiệt độ mùa hè đôi khi vượt mức 100 °F (38 °C). Riverton đã phát triển nhanh chóng trong vài năm qua, biến nó từ một thị trấn nông nghiệp nông thôn thành một thành phố ngoại ô. Các doanh nghiệp, nhà ở và đường giao thông đã thay thế nhiều của các trang trại gia súc.